# Wolfgang Dörr
Wolfgang Dörr (* 29. November 1959 in Förbau; †  13. Oktober 2019 in Wien) war ein deutscher Strahlenbiologe. Er war zuletzt Professor für Angewandte und Translationale Strahlenbiologie an der Universitätsklinik für Radioonkologie der Medizinischen Universität Wien.

## Leben
Wolfgang Dörr schloss ein Studium der Veterinärmedizin an der Ludwig-Maximilians-Universität München im Jahr 1985 ab. Dort promovierte er, unter der Leitung von Johann Kummermehr am Institut für Strahlenbiologie der Gesellschaft für Strahlen- und Umweltforschung bei München arbeitend, im Jahr 1988 mit der Dissertation Untersuchungen zur Strahlenreaktion des unbehandelten und stimulierten Zungenepithels der Maus.
Im Jahr 1995 wurde er Leiter der Arbeitsgruppe Normal Tissue Radiobiology Group (etwa „Arbeitsgruppe für die Strahlenbiologie normalen Gewebes“) an der Abteilung für Strahlentherapie und Strahlenonkologie der Technischen Universität Dresden und stellvertretender Leiter der Abteilung für Strahlenbiologie. Dort wurde er 1997 in Medizin habilitiert und erhielt 2002 eine Professur. Im Jahr 2010 wurde er zum Leiter der Abteilung für Strahlenbiologie berufen. Darüber hinaus war er in den Jahren 2003 bis 2012 stellvertretender Leiter der Abteilung für Tierversuche der Medizinischen Fakultät der Technischen Universität Dresden und Beauftragter für den Tierschutz der Universität sowie des Forschungszentrums Dresden-Rossendorf. Ab dem Jahr 2001 hielt er auch Vorlesungen an der Veterinärmedizinischen Fakultät der Universität Leipzig. Von 2007 bis 2012 war er Gastprofessor für Strahlenbiologie, danach Angestellter und ab 2015 Professor an der Abteilung für Strahlenonkologie an der Medizinischen Universität Wien.

## Gremienarbeit
Ab 2003 war er Mitglied verschiedener Ausschüsse der deutschen Strahlenschutzkommission. Er war Mitglied des Vorstands der Europäischen Gesellschaft für Strahlenschutz und in den Jahren 2003 und 2004 deren Vorsitzender sowie Vorstandsmitglied der Deutschen Gesellschaft für Strahlenbiologie und von 2002 bis 2006 deren Vorsitzender. Ab 2013 war er Mitglied des Ausschusses für Strahleneffekte der Internationalen Strahlenschutzkommission.

## Ehrungen
Wolfgang Dörr wurde im Jahr 1998 mit dem Hanns-Langendorff-Preis der Deutschen Gesellschaft für Medizinischen Strahlenschutz ausgezeichnet und im Jahr 2011 zum Ehrenmitglied der Österreichischen Gesellschaft für Radioonkologie, Radiobiologie und Medizinische Radiophysik berufen.